# György Kolonics
György Kolonics (n. 4 iunie 1972, Budapesta, Republica Populară Ungară – d. 15 iulie 2008, Budapesta, Ungaria) a fost un canoist ce a reprezentat Ungaria, medaliat olimpic. A participat la 4 ediții ale Jocurilor Olimpice (1992, 1996, 2000, 2004) în care a câștigat două medalii de aur și două medalii de bronz.